# Юбарі-Мару
Юбарі-Мару — транспортне судно, яке під час Другої світової війни брало участь у операціях японських збройних сил на Тихому океані.
Судно спорудили в 1930 році на верфі Mitsui Bussan Zosenbu у Тамі для компанії Kyoritsu Kisen. З 1938-го новим власником стала Hokkaido Tanko Kisen.
У серпні 1941-го «Юбарі-Мару» реквізували для потреб Імперського флоту Японії та призначили для виконання функцій вугільщика. У вересні 1941-го — січні 1942-го судно відвідувало порти Японського архіпелагу, а також Кореї та Північного Китаю.
25 січня — 6 лютого 1942-го «Юбарі-Мару» пройшло з Такао (наразі Гаосюн на Тайвані) до Балікпапану (центр нафтовидобутку на сході Борнео, захоплений японським десантом у останній декаді січня). 28 лютого — 5 березня судно здійснило перехід до острова Балі, а 8—11 березня пройшло до розташованого на західному завершенні острова Тимор Купанг (на цих островах японці висадились в останній декаді лютого).
27 березня 1942-го «Юбарі-Мару» все ще перебувало в Купанзі, де судно атакували нідерландські бомбардувальники. У нього влучили дві бомби, внаслідок чого «Юбарі-Мару» затонуло, загинув один член екіпажу.